# گاه‌شمار جنگ داخلی سوریه
گاه‌شمار جنگ داخلی سوریه به توالی رخداد‌های جنگ داخلی سوریه از اوایل ۲۰۱۱ اشاره دارد. در ۱۵ مارس ۲۰۱۱ در شهر درعا در جنوب غرب سوریه، نیروهای امنیتی و اطلاعاتی چند دانش آموز ابتدایی که بر روی دیوار مدرسه به جرم «کشیدن نقاشی‌های ضدحکومتی با اسپری روی دیوار مدرسه» دستگیر و شکنجه کردند. پس از آن، برای اولین بار در تاریخ سوریه معترضان به خیابان‌ها آمدند و این آغاز اعتراضات بود. بعد از مدتی نیروهای امنیتی به دستور بشار اسد برای سرکوب مخالفان به سمت آنها شلیک و گاز اشک آور پرتاب کردند که باعث افزایش اعتراضات در سراسر سوریه شد. بعد از چند ماه  گروه های مختلفی علیه حکومت بشار اسد تشکیل شد که باعث شروع جنگ داخلی و چالشی برای خاورمیانه تبدیل شد.
گفته می‌شود این اولین اعتراضات ضدحکومتی سوریه بود و چهار قربانی آن نیز اولین قربانیان قیامی بودند که به یک جنگ داخلی ویرانگر تبدیل شد.

نقشه وقایع جنگ داخلی سوریه از ۲۰۱۱ تا ۲۰۱۹

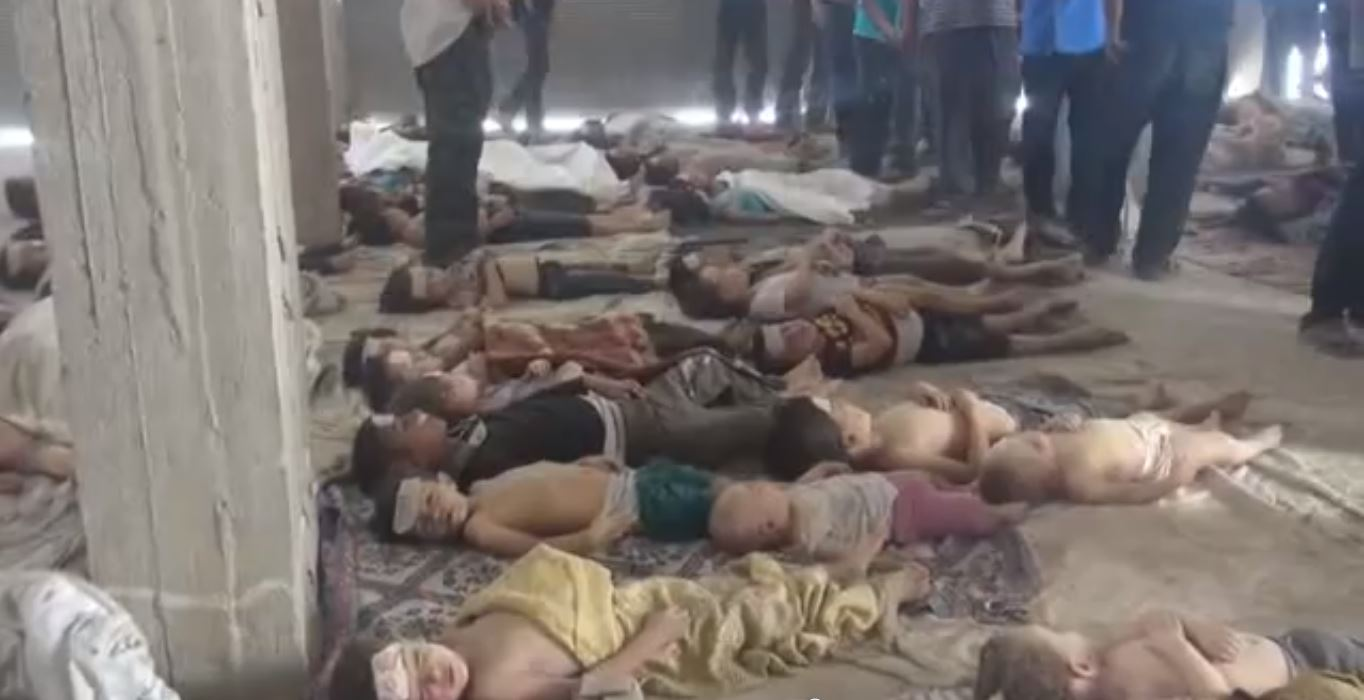
مرگ کودکان بر اثر حملات نیروهای بشار اسد

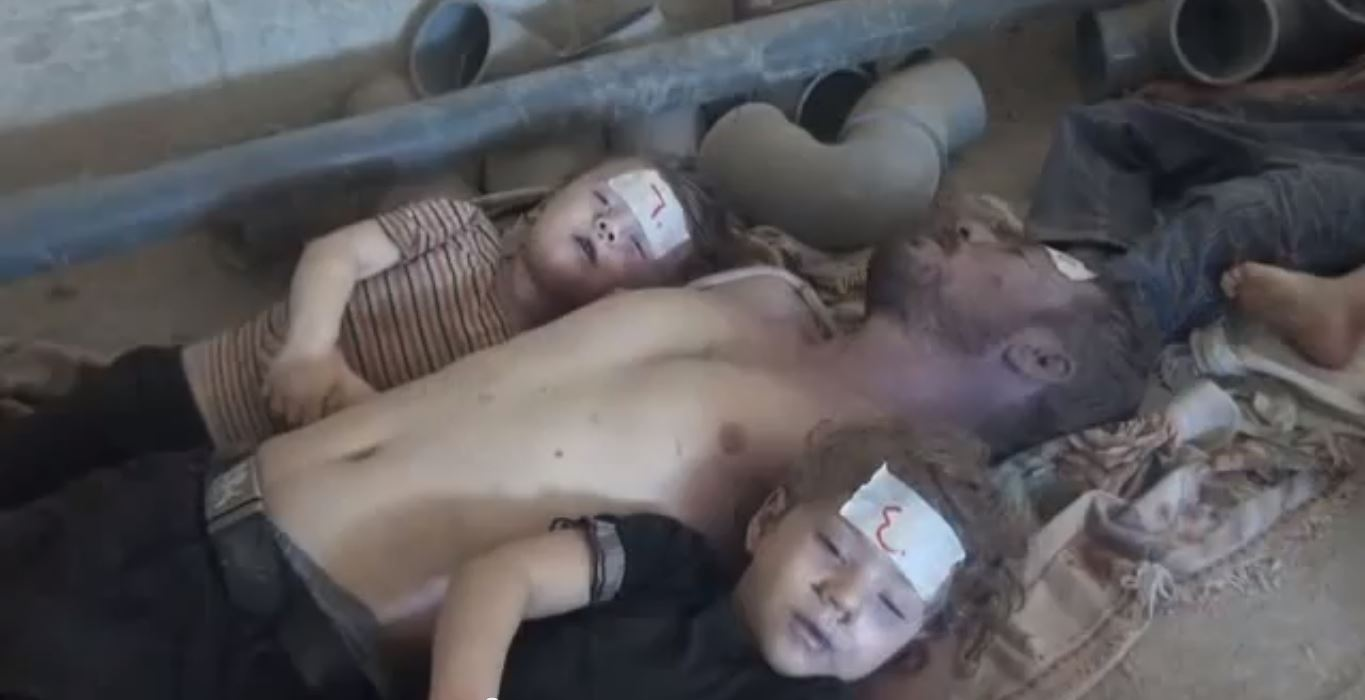
قربانیان حمله با سلاح‌های شیمیایی در غوطه

## آغاز اعتراضات و شروع جنگ داخلی (۲۰۱۱–۲۰۱۲)

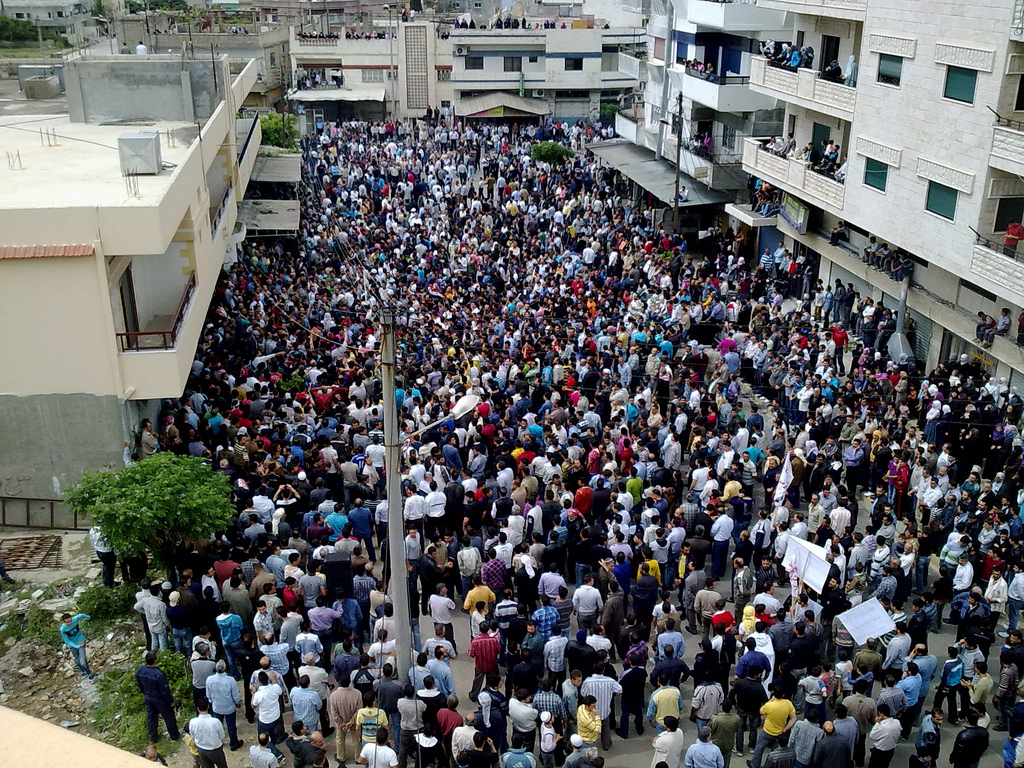
تظاهرات ضدحکومتی در بانیاس در آوریل ۲۰۱۱

ژانویه ۲۰۱۱: صدها هزار معترض در شهرهای مختلف سوریه نظیر دمشق، حماة، جبله، لاذقیه، درعا و حمص به‌مدت چندین ماه، در روزهای مختلف به‌ویژه روزهای جمعه (با نام‌هایی مانند جمعه عزت، جمعه مقاومت، جمعه شهدا، جمعه مبارزه، جمعه آزادگان، جمعه آزادی، جمعه نگهبانان میهن، جمعه کودکان، جمعه عشایر، جمعه صالح العلی، جمعه عدم مشروعیت، جمعه ارحل، جمعه لا للحوار و جمعه سر فرود نمی‌آوریم جز در مقابل خدا)، علیه دولت بشار اسد دست به اعتراض و تظاهرات زدند و خواهان کناره‌ گیری او از قدرت شدند. تانک‌ها و نیروهای نظامی دولت بشار اسد در شهرهای مختلف سوریه نظیر دمشق، درعا و حمص مستقر شدند و معترضان را سرکوب کردند. معترضان به دخالت نیروهای دولت ایران در مسائل امنیتی کشورشان نیز اعتراض داشتند.
مارس ۲۰۱۱: در ۱۸ مارس، معترضان در دمشق و حلب خواستار اصلاحات دموکراتیک و آزادی زندانیان سیاسی شدند. در مقابل، نیروهای امنیتی به‌روی معترضان آتش گشودند. شاهدان عینی که با بی‌بی‌سی ورلد نیوز صحبت کرده بودند، گفتند که نیروهای دولتی شش نفر از معترضان را بازداشت کردند. لوئی الحسین نویسنده و تحلیلگر با اشاره به بهار عربی در آن زمان نوشت: «سوریه درحال حاضر با قیام خود، گویی بر روی نقشه کشورها در منطقه قرار دارد.»
در ۲۰ مارس، معترضان مقر حزب بعث سوریه و ساختمان‌های دیگر را آتش زدند. در پی آن، درگیری‌ها جان ۷ افسر پلیس و ۱۵ معترض را گرفت. ده روز بعد، بشار اسد رئیس‌جمهور سوریه، «توطئه‌کنندگان خارجی» را مسئول این تظاهرات دانست. تا ۲۸ مارس ۲۰۱۱ اعتراضات در درعا و سرکوب‌های نیروهای امنیتی ادامه یافت. دست‌کم ۶۰ نفر از معترضان زندانی شدند و اعتراضات به دیگر شهرهای سوریه نیز گسترش یافت. به تدریج برخی از مخالفان به مبارزهٔ مسلحانه روی آوردند.

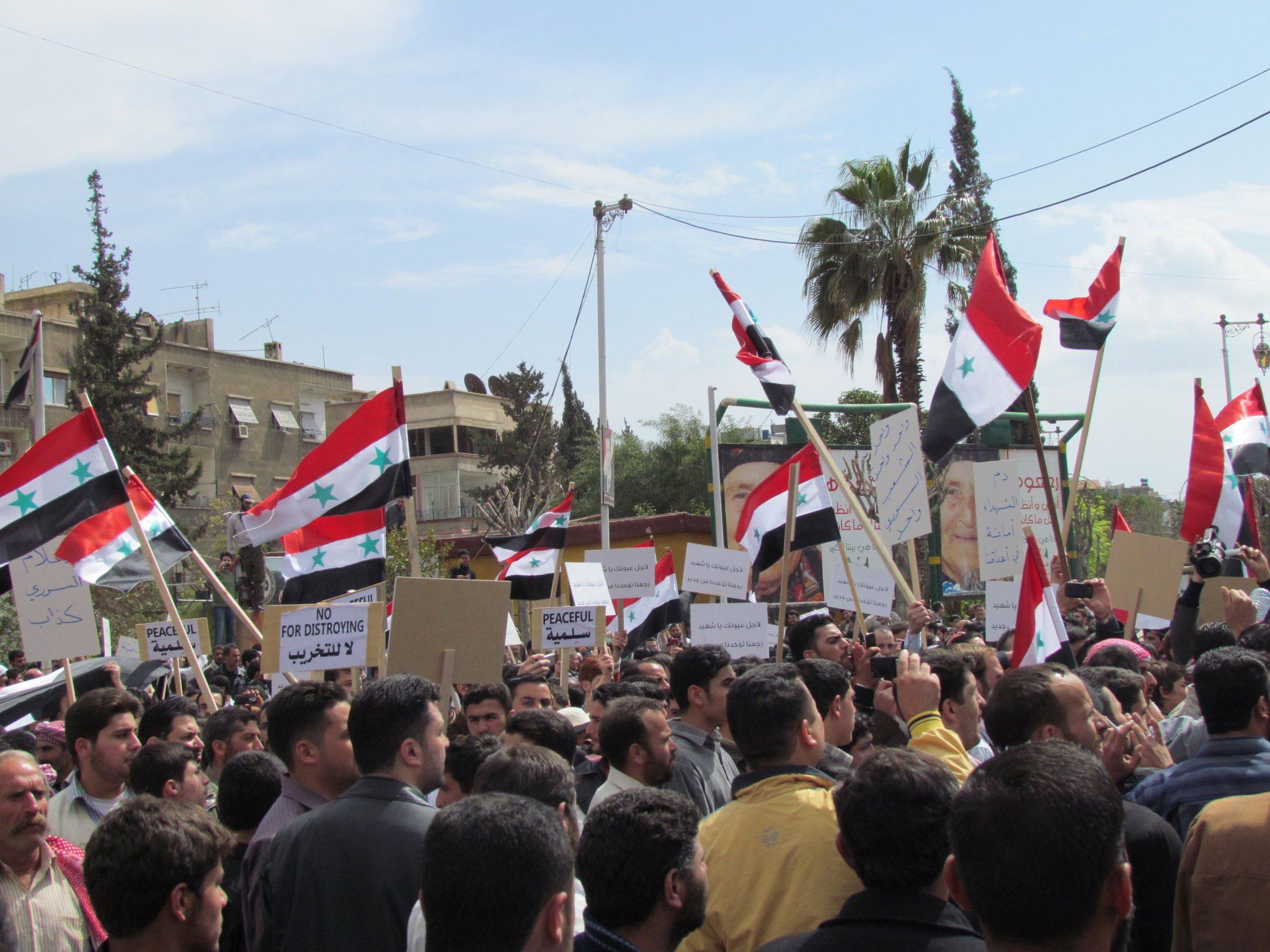
اعتراضات علیه بشار اسد رئیس‌جمهور سوریه در دوما در ۸ آوریل ۲۰۱۱

آوریل ۲۰۱۱: در ۷ آوریل، معترضان عمدتاً خواستار اصلاحات دموکراتیک، آزادی زندانیان سیاسی، افزایش آزادی، لغو قانون وضعیت اضطراری و پایان دادن به فساد بودند. پس از ۸ آوریل ۲۰۱۱، شعارهای تظاهرات به آرامی به‌سوی فراخوانی برای سرنگونی دولت اسد تغییر کرد.

ژوئن ۲۰۱۱: در ۴ ژوئن، نیروهای مسلح سوریه در شهر جسرالشغور در استان ادلب عملیاتی را علیه مخالفان با نام «مبارزه با تروریست‌ها» آغاز کردند که در جریان آن شماری از معترضان و مخالفان کشته شدند. در ۶ ژوئن تلویزیون دولتی سوریه اعلام کرد که مخالفان مسلح در شهر جسرالشغور به نیروهای دولتی حمله کرده و ۲۰ پلیس را کشته‌اند. بنا بر گزارش‌های دولتی تا ساعات پایانی آن روز به بسیاری از ایستگاه‌های پلیس حمله و در مجموع ۱۲۰ پلیس کشته شدند.
ژوئیه ۲۰۱۱: در ۲۹ ژوئیه، گروهی از مخالفان مسلح بشار اسد ارتش آزاد سوریه (FSA) را تشکیل دادند. این گروه قبل از آنکه سلفی‌ها، جهادی‌ها و تکفیری‌ها وارد صحنه شوند، اصلی‌ترین گروه مسلح مخالف بشار اسد محسوب می‌شد. اعضای ارتش آزاد سوریه را در ابتدا عمدتاً مقامات نظامی جدا شده از ارتش بشار اسد و همچنین افرادی با دیدگاه‌های ملی‌گرایانه و دموکراتیک تشکیل می‌دادند.
اوت ۲۰۱۱: در ۱۸ اوت، باراک اوباما رئیس‌جمهور وقت ایالات متحده آمریکا در واکنش به سرکوب‌های گسترده در سوریه از بشار اسد خواست تا استعفا دهد. او همچنین دستور داد تا تمام دارایی‌های دولت سوریه در آمریکا مسدود شود.

### سال ۲۰۱۲: افزایش درگیری‌ها میان مخالفان و هواداران بشار اسد، ورود اسلام‌گرایان به جنگ داخلی سوریه، خروج ارتش سوریه از مناطق کردنشین

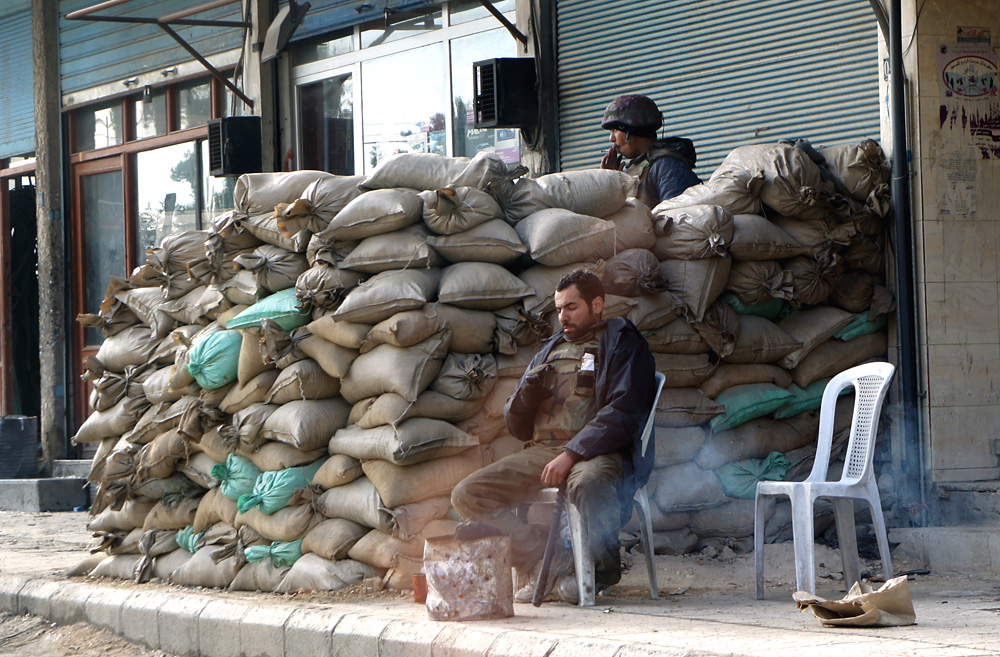
یک ایست بازرسی ارتش سوریه در دوما در ژانویه ۲۰۱۲

ژانویه ۲۰۱۲: در ۲۳ ژانویه، گروه اسلام‌گرای جبهه النصره به رهبری ابومحمد الجولانی شکل‌گیری خود را اعلام کرد پس از مدتی این گروه تبدیل به شاخه رسمی القاعده در سوریه می‌شود، کاخ سفید نیز در دسامبر ۲۰۱۲ جبهه نصرت را در فهرست گروه‌های تروریستی خود قرار داد.
فوریه ۲۰۱۲: به گفته مخالفان در ۵ فوریه، بیش از ۷۲۰۰ نفر از معترضان سوری، توسط نیروهای نظامی و امنیتی دولت بشار اسد کشته شده‌اند و بین ۶۰۰۰۰ تا ۸۰۰۰۰ نفر از معترضان در این کشور دستگیرشده‌اند و ۱۲ هزار و ۴۰۰ نفر هم از سوریه گریخته‌اند، که این اقدامات از سوی بان کی‌مون دبیرکل وقت سازمان ملل متحد محکوم شده‌است. مقامات سوریه در پاسخ به گزارش‌های سازمان ملل متحد دربارهٔ آمار کشته‌ها، این گزارش‌ها را بی اساس و غیرواقعی خوانده‌اند و اعلام کردند که ۲۰۰۰ نیروی امنیتی سوریه در شهرهای مختلف این کشور هدف تیراندازی گروه‌های تروریستی قرار گرفته و کشته شده‌اند.
در ۲۶ فوریه ۲۰۱۲ و در واکنش به جنگ داخلی سوریه، بشار اسد همه‌پرسی پیش‌نویس قانون اساسی جدید این کشور را برگزار کرد. او اعلام کرد که بیش از ۸۹ درصد از رأی دهندگان با این پیش‌نویس موافقت کرده‌اند. قانون اساسی جدید مدت زمامداری را برای هر رئیس‌جمهور به دو دورهٔ هفت ساله محدود و همچنین ماده ۸ را که اعلام می‌کرد حزب بعث رهبری دولت و جامعه را در دست دارد، حذف کرد.

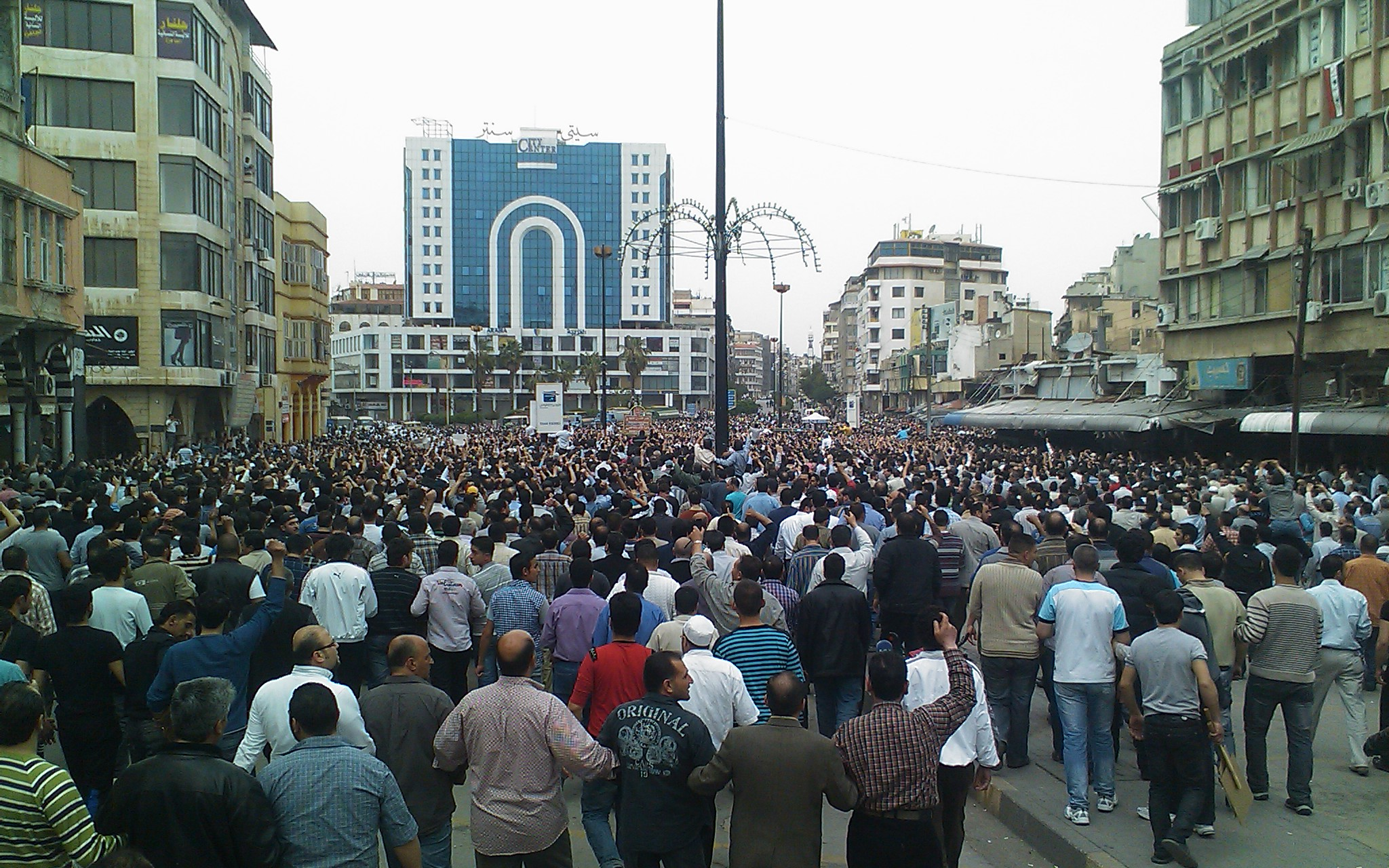
تجمع اعتراضی مردم در حمص علیه بشار اسد

والری ایموس، معاون دبیرکل سازمان ملل متحد در امور بشردوستانه در پی دیدار از منطقه بابا عمرو حمص در سوریه گفت بخش‌هایی از این شهر کاملاً ویران شده‌است.
مارس ۲۰۱۲: در ۷ مارس مخالفان از کشته شدن ۳۹ تن در سراسر سوریه خبر دادند که به گفته آنها ۲۶ تن از آنها در شهر حمص، ۶ تن در ادلب، ۳ نفر در درعا، ۲ نفر در حومه دمشق و ۲ نفر در حومه حلب کشته شده‌اند.
در ۹ مارس با ادامه خشونت‌ها در شهرهای مختلف سوریه، کمیته هماهنگی محلی که از گروه‌های مخالف دولت سوریه‌است، اعلام کرده‌است که در این روز در شهرهای مختلف سوریه ۷۷ نفر کشته شده‌اند که از این تعداد، ۲۶ نفر در حمص، ۲۸ نفر در حلب، ۶ نفر در درعا، ۴ نفر در حماة، ۹ نفر در مناطق مختلف دمشق، دو نفر در لاذقیه و یک نفر در هریک از شهرهای حلب و بوکمال جان خود را از دست داده‌اند.

وضعیت جنگ داخلی سوریه در ۱۵ مارس ۲۰۱۲

در ۲۸ مارس، شبکه خبری الشام از حضور گسترده نیروهای امنیتی در اکثر خیابان‌ها و محله‌های منطقه القابون در دمشق پایتخت سوریه خبر داد. بنا بر این گزارش نیروهای امنیتی به‌شماری از منازل در نزدیکی مسجد الحسن یورش برده و جوانان حاضر در این منازل را دستگیر کردند.
آوریل ۲۰۱۲: هیئت عمومی انقلاب سوریه در ۷ آوریل، شمار کشته شدگان در این روز به دست نیروهای دولتی این کشور در مناطق مختلف را، دستکم ۱۵۶ نفر اعلام کرد؛ که بیش از ۷۰ نفر از آن‌ها از شهر اللطامنه در حومه حماه هستند. در این قتل‌عام سه خانواده به‌طور کامل کشته شدند و دیگران در اثر گلوله‌باران بی‌هدف شهر توسط خودروهای زرهی ارتش دولتی سوریه، جان خود را از دست داده‌اند. گزارش‌های منتشره از حمص هم از گلوله‌باران توپخانه‌ای شدید مناطق دیر بعلبه، جوره الشیاح و شماری دیگر از مناطق حکایت داشت. این گلوله‌باران که تصاویری از آن بر روی شبکه اینترنت پخش شد، ده‌ها کشته و زخمی در پی داشت.
خبرگزاری رویترز به نقل از فعالان سوری گزارش داد که ۱۲ تن از کشته شدگان، خانواده یک افسر جدا شده از ارتش سوریه هستند. فیلم ویدئویی حاوی تصاویر این کشته‌شدگان در شبکه اینترنت منتشر شد.
همچنین ده‌ها نفر در گلوله‌باران شهرهایی در حومه استان‌های حلب و ادلب، کشته شدند. بنا بر اعلام دیده‌بان حقوق بشر سوریه، نیروهای دولتی به شهر اریحا در استان ادلب یورش برده و ده‌ها منزل را به آتش کشیدند. شهر المیادین در حومه دیرالزور نیز شاهد یورش نیروهای دولتی و دستگیری ده‌ها تن از اهالی آن بود.
مه ۲۰۱۲: در ۱۸ مه، هزاران نفر در شهر حلب، واقع در شمال سوریه، دست به تظاهرات زده‌اند. فعالان حقوق بشر در سوریه می‌گویند که این بزرگ‌ترین تظاهراتی است که از زمان آغاز شورش‌ها در سوریه برگزار شده‌است. گزارش شده‌است که همزمان تظاهراتی نیز در سایر نقاط سوریه برگزار شده‌است. این تظاهرات یک روز پس از آن صورت می‌گیرد که فعالان به منظور حمایت از دانشجویان حلب برای راهپیمایی فراخوان داده بودند. ناظران می‌گویند که جو ضد دولتی در این شهر با کشته شدن چند تن از دانشجویان به دست نیروهای امنیتی در اوایل ماه مه ۲۰۱۲ افزایش یافت.
ویدیوهایی که توسط فعالان در اینترنت منتشر شده‌است نشان می‌دهد که صدها نفر در نقاط مختلف حلب در راهپیمایی‌های ضد دولتی شرکت‌کرده‌اند.
در ۲۱ مه، گروه نظارت بر حقوق بشر در سوریه که در بریتانیا مستقر است اعلام نمود که گلوله‌باران نیروهای امنیتی سوریه در استان حما واقع در غرب این کشور ۳۴ کشته و تعداد زیادی مجروح بر جای گذاشته‌است. این نهاد گفت که در میان کشته‌شدگان شهر صوران در مرکز این استان چند کودک نیز وجود دارند. رامی عبدالرحمان، رئیس این نهاد به خبرگزاری رویترز گفت: «نیروهای ارتش ابتدا شهر را به گلوله بستند و سپس به شهر حمله کردند.»
در ۲۵ مه، درگیری‌ها و خشونت‌های روز جمعه در سراسر سوریه، حداقل ۲۰ نفر کشته شدند. پس از نماز جمعه ۲۵ می ۲۰۱۲ ده‌ها هزار نفر در تظاهرات ضد دولتی در گوشه و کنار سوریه شرکت نمودند. روز بعد در ۲۶ مه، حداقل ۱۰۸ تن از جمله سیزده کودک در شهر حمص، به دست نیروهای ارتش این کشور کشته شده‌اند. این افراد از سازمان ملل و ناظرانش در سوریه خواسته‌اند تا اقدامات بیشتری برای دفاع از غیرنظامیان انجام دهند. در تصاویر ویدئویی، اجساد کودکان پس از گلوله‌باران شهرک حولا دیده می‌شود. در گلوله‌باران شهرک حولا، نیروهای دولتی از تانک، خمپاره و سایر سلاح‌های سنگین استفاده کردند. مخالفان دولت سوریه می‌گویند کل اعضای خانواده‌ها در این حملات کشته شده و افرادی هم که نجات پیدا کردند، پس از آن که اسیر نیروهای دولتی شدند، کشته شدند. در واکنش به قتل ۱۰۸ تن از شهروندان سوریه، که به گفته ناظران سازمان ملل متحد توسط نیروهای دولتی بشار اسد صورت گرفت، آمریکا این اقدام را «وحشیانه» خواند و اتحادیه عرب نیز اعلام کرد نشستی اضطراری در این مورد برگزار کند. سازمان ملل متحد، بریتانیا و کشورهای شورای همکاری خلیج فارس نیز بیانیه‌هایی در محکومیت این کشتار منتشر کردند. آلمان، فرانسه، ایتالیا، بریتانیا، کانادا و استرالیا در واکنش به ادامه کشتار شهروندان غیرنظامی، سفیران سوریه را اخراج کردند.
ژوئیه ۲۰۱۲: در ۱۷ ژوئیه ارتش آزاد سوریه در نبردی دمشق را آغاز کرد. اگرچه در نهایت بشار اسد توانست کنترل بر دمشق را حفظ کند اما حومهٔ این شهر به‌ویژه منطقهٔ غوطه شرقی به دست مخالفان افتاد. به این ترتیب این منطقهٔ سرسبز که پیش‌تر با باغ‌ها و تفریحگاه‌هایش، میزبان مردم در تعطیلات آخر هفته بود تحت بمباران شدید هواپیماهای دولتی و بارش خمپاره‌ها قرار گرفت و از اوایل سال ۲۰۱۳ میلادی نیز به محاصرهٔ کامل نیروهای ارتش سوریه درآمد؛ ولی در ۱۹ ژوئیه ۲۰۱۲ درگیری‌ها به شهر حلب، دومین شهر بزرگ سوریه و از مراکز مهم تجاری این کشور گسترش یافت.
سپتامبر ۲۰۱۲: در ماه سپتامبر، ارتش سوریه از مناطق کردنشین ازجمله؛ عامودا، عفرین، کوبانی، قامشلی خارج شده بود. در نتیجه، یگان‌های مدافع خلق کنترل این مناطق را به دست گرفتند.
دسامبر ۲۰۱۲: دولت اسلامی عراق و شام (داعش) اعلام موجودیت کرد؛ و از ماه آوریل ۲۰۱۳ فعالیت خود را گسترش داد. در ۷ دسامبر، شورشیان سوری موفق شدند کنترل اکثر مناطق دیرالزور را در دست بگیرند.

## سال ۲۰۱۳ (قدرت گرفتن مخالفان بشار اسد و ورود ایران و حزب‌الله)
ژانویه ۲۰۱۳: در ۱۱ ژانویه، مخالفان بشار اسد به رهبری احرار الشام و جبهه النصره، موفق شدند تا پایگاه نظامی تَفِتناز را به تصرف نظامی خود درآورند.
فوریه ۲۰۱۳: مخالفان دولت بشار اسد در ۱۱ فوریه، پایگاه نظامی الجَراح را به تصرف نظامی خود درآورند. همچنین عمران الزعبی، وزیر اطلاع‌رسانی حکومت سوریه، تأیید کرد که در جریان سقوط پایگاه الجَراح، سه فروند هواپیمای جنگنده سالم ولی کارکرده از فرودگاه نظامی الجراح به دست داعش افتاده بود.
مارس ۲۰۱۳: در ۷ مارس، مخالفان بشار اسد شامل نیروهای جبهه النصره، احرار الشام و لواء صقور الشام موفق به تصرف شهر رقه و دستگیری استاندار منصوب بشار اسد شدند.

وضعیت جنگ داخلی سوریه در ۱۵ مارس ۲۰۱۳؛ بخش‌های مهم و استراتژیک سوریه و همچنین حدود یک سوم خاک این کشور در کنترل مخالفان بشار اسد قرار گرفت.

در ۱۹ مارس، استفاده از گاز اعصاب سارین در بمباران شهر خان عسل در شمال‌غرب سوریه دست‌کم ۲۶ کشته بر جای گذاشت که حدود نیمی از قربانیانش سربازان دولتی بودند. تحقیقات سازمان ملل استفاده از گاز سارین در این منطقه را تأیید کرد؛ اما نتوانست تعیین کند که کدام طرف از آن استفاده کرده‌است. دولت سوریه و مخالفان دولت، یکدیگر را به استفاده از این گاز سمی متهم می‌کردند.

حلب، منطقه کرم الجبل در مارس ۲۰۱۳

در ۲۱ مارس، محمدسعید رمضان البوطی، امام جمعه مسجد اموی دمشق و بلندپایه‌ترین روحانی سنی سوریه، در مسجد ایمان در منطقه «مزرعه» در مرکز دمشق، طی یک حمله انتحاری کشته شد. وی در جریان جنگ داخلی سوریه به صورت علنی از بشار اسد که متعلق به اقلیت علویان است حمایت می‌کرد.
آوریل ۲۰۱۳: در ۳۰ آوریل، سید حسن نصرالله، رهبر حزب‌الله لبنان برای کمک به دولت بشار اسد وارد عمل شد. جمهوری اسلامی ایران نیز با کمک قاسم سلیمانی، بسیج سوریه (نیروهای دفاع ملی سوریه) را تشکیل و سازماندهی کرد و به متحد اصلی بشار اسد در منطقه تبدیل شد.
۵ ژوئن ۲۰۱۳: شهر استراتژیک قصیر در غرب سوریه در مرز لبنان، پس از هجده ماه درگیری بار دیگر به کنترل دولت سوریه درآمد. نیروهای حزب‌الله، ارتش سوریه را در بازپس‌گیری این شهر همراهی کردند.
اوت ۲۰۱۳: ۲۱ اوت، در حومهٔ دمشق در منطقهٔ تحت کنترل شورشیان، حملهٔ دیگری با گاز سارین و به مراتب مرگبارتر از حمله خان عسل روی داد که صدها کشته برجای گذاشت. کارشناسان سازمان ملل اعلام کردند که موشکهای زمین به زمین حامل گاز سارین در زمانی که مردم خواب بودند، مناطق مسکونی را هدف قرار داده‌اند. ایالات متحده آمریکا و دیگر کشورها بشار اسد را به دلیل انجام این حملات محکوم کردند. در ۲۸ اوت، جو بایدن معاون وقت رئیس‌جمهور آمریکا، ضمن اشاره به وجود شواهد کافی در مورد مسئولیت رژیم اسد در حمله شیمیایی اخیر گفت: «نباید گذاشت که استفاده از تسلیحات شیمیایی بدون مجازات باقی بماند. رئیس‌جمهور و من فکر می‌کنیم، کسانی که از سلاح شیمیایی علیه کودکان، زنان و مردان بی‌دفاع استفاده کرده‌اند، باید به سزای اعمالشان برسند.»
در ۳۱ اوت، باراک اوباما از کنگره خواست که مجوز حملات هوایی علیه دولت سوریه را صادر کند؛ اما جمهوری‌خواهان که اکثریت کنگره آمریکا را در اختیار داشتند، با این درخواست مخالفت کردند.
سپتامبر ۲۰۱۳: شورای امنیت سازمان ملل متحد در ۲۷ سپتامبر اعلام کرد، چنانچه سوریه انبارهای تسلیحات شیمیایی خود را از بین نبرد، از نیروی نظامی علیه این کشور استفاده خواهد کرد. در نیمهٔ اکتبر دولت سوریه کنوانسیون بین‌المللی منع جنگ‌افزارهای شیمیایی را امضا کرد. این کنوانسیون تولید، انبار و استفاده از سلاح‌های شیمیایی را ممنوع می‌کرد.

## سال ۲۰۱۴ (قدرت‌نمایی داعش و ورود آمریکا و اروپا به جنگ)
ژانویه ۲۰۱۴: در ۱۴ ژانویه، نیروهای داعش پس از نبردی شدید با مخالفان دولت بشار اسد، کنترل شهر رقه در شمال سوریه را به دست آوردند. داعش در پایان ماه ژوئن رسماً خلافت بر مناطق تحت اشغال خود در سوریه و عراق را اعلام کرد.
مارس ۲۰۱۴: در ۱۰ مارس، گروهی از راهبه‌های ارتدوکس که به مدت سه ماه در اسارت یکی از گروه‌های شورشی بودند، آزاد شدند. شورشیان این ۱۳ راهبه را از کلیسایی در شهر معلولا ربوده بودند.
صندوق حمایت از کودکان سازمان ملل (یونیسف) در ۱۱ مارس اعلام کرد، آمار کودکانی که از مارس سال گذشته تحت‌تأثیر این جنگ قرار گرفته‌اند از دو میلیون به پنج میلیون و ۵۰۰ هزار نفر رسیده‌است. یونیسف همچنین اعلام کرد که حدود یک میلیون کودک در مناطق و شهرهای محاصره شده به غذا، دارو و کمک‌های بشردوستانه دسترسی ندارند.
در ۱۴ مارس، احمد جربا، رئیس ائتلاف ملی سوریه گفت که حامیان بین‌المللیِ مخالفانِ حکومت سوریه باید به وعدهٔ خود در مورد ارسال سلاح‌های سنگین عمل کنند. او گفت که به وی قول داده شده بود که اگر دولت سوریه مسئول شکست مذاکرات صلح تشخیص داده شود کشورهای «گروه دوستان سوریه» اسلحه سنگین در اختیار مخالفان قرار خواهند داد.
ارتش سوریه در ۱۶ مارس، شهر یبرود را به کنترل خود درآورد. در ۲۰ مارس، نیروهای ارتش سوریه موفق شدند دژ شهسواران (حصن‌الاکراد) را در استان حمص پس از درگیری‌های شدید با شورشیان، تحت کنترل خود درآورند. همچنین اعلام شد که برای اولین بار از زمان شروع ناآرامی‌های سوریه، کاروان حامل کمک‌های سازمان ملل از ترکیه وارد سوریه شده و به شهر قامشلی در شمال شرقی سوریه رفته‌است. همچنین گزارش مشترک سازمان ملل متحد و سازمان منع تسلیحات شیمیایی (OPCW) در مورد اجرای توافقنامه انتقال تسلیحات شیمیایی سوریه انتشار یافت و در آن اعلام شد حدود ۴۶ درصد از کل تسلیحات شیمیایی سوریه به خارج منتقل شده‌است.
ژوئن ۲۰۱۴: در ۳ ژوئن،  بشار اسد در مناطق تحت کنترل دولت سوریه نخستین انتخابات ریاست جمهوری این کشور با حضور بیش از یک نامزد را برگزار کرد. او درنهایت اعلام کرد که برای سومین بار به عنوان رئیس‌جمهوری سوریه انتخاب شده‌است. در ۲۳ ژوئن، سازمان منع تسلیحات شیمیایی اعلام کرد که تمام سلاح‌های شیمیایی دولت سوریه را نابود کرده‌است. با این وجود مخالفان دولت اعلام کردند که دولت سوریه همچنان سلاح‌های شیمیایی دیگری دارد که آنها را مخفی کرده‌است.
ژوئیه ۲۰۱۴: در ژوئیه بخش‌های زیادی از استان دیرالزور به کنترل داعش درآمد همچنین این گروه، شهر دیرالزور را که در کنترل ارتش سوریه بود محاصره کرد.
اوت ۲۰۱۴: در ۲۴ اوت، پیکارجویان جهادی عضو داعش موفق شدند تا پایگاه نظامی طبقه را به تصرف درآورند. تا پیش از سقوط پایگاه، حدود ۱۴۰۰ سرباز ارتش سوریه در آن حضور داشتند که حدود ۷۰۰ نفر از آن‌ها موفق به فرار و بقیه کشته یا اعدام شدند.
سپتامبر ۲۰۱۴: در ۲۳ سپتامبر، ایالات متحده آمریکا حملات هوایی محدود علیه نیروهای داعش در سوریه را آغاز کرد.

وضعیت جنگ داخلی سوریه در ۲۴ نوامبر ۲۰۱۴؛ داعش بسیاری از مناطق سوریه را تحت کنترل خود درآورد.،

## سال ۲۰۱۵ و ۲۰۱۶

### ۲۰۱۵: تبدیل ادلب پایگاه اصلی شورشیان، قدرت گرفتن کردهای شمال سوریه، ورود مستقیم روسیه به جنگ داخلی سوریه
مارس ۲۰۱۵: در ۲۴ مارس شهر ادلب، مرکز استان ادلب تحت کنترل گروه جبهه النصره، تحت حمایت عربستان سعودی درآمد. با سقوط این شهر، به تدریج دیگر شهرهای این استان از جمله شهرهای استراتژیک جسرالشغور و اریحا نیز به کنترل اسلامگرایان افراطی درآمدند.
مه ۲۰۱۵: در ۲۱ مه، داعش شهر باستانی پالمیرا را تصرف کرد. اگرچه این شهر سرانجام در ۲۷ مارس ۲۰۱۶ به کنترل نیروهای ارتش سوریه درآمد اما داعش بار دیگر توانست ۹ ماه بعد در دسامبر ۲۰۱۶ وارد پالمیرا شود. در ۲۵ مه، شماری از مخالفان بشار اسد به میزبانی نورسلطان نظربایف در آستانه، پایتخت قزاقستان جمع شدند. اولین و دومین دور این مذاکرات که در اکتبر همان سال برگزار شد، بدون نتیجه‌ای ثمربخش پایان یافت. از اواسط دسامبر ۲۰۱۶، ولادیمیر پوتین و رجب طیب اردوغان نیز موافقت کردند که آستانه به محل جدید مذاکرات صلح سوریه تبدیل شود.
سپتامبر ۲۰۱۵: در ۹ سپتامبر، پیکارجویان اسلامگرا مخالف اسد پس از کشتن حداقل ۵۶ سرباز دولتی، در حمله‌ای کنترل پایگاه هوایی ابوظهور را به دست گرفتند.
در ۳۰ سپتامبر، روسیه که تا این زمان تنها به ارائه کمکهای نظامی به دولت اسد می‌پرداخت، به‌طور جدی وارد جنگ شد. نیروی هوایی روسیه حملات بی‌سابقه‌ای را علیه مخالفان بشار اسد به اجرا گذاشت و متهم شد که عمداً اهدافی غیرنظامی از جمله بیمارستان‌ها را بمباران کرده‌است. به این ترتیب به کمک روسیه، حکومت بشار اسد که در آستانهٔ فروپاشی بود موفق به تصاحب سرزمین‌های بیشتری شد و سرنوشت جنگ داخلی پس از حدود چهار و نیم سال به نفع دولت اسد تغییر کرد.
اکتبر ۲۰۱۵: نیروهای دموکراتیک سوریه در ۱۰ اکتبر، ائتلافی از نیروهای کرد و عرب با حمایت ائتلاف ضد داعش اعلام موجودیت کرد. طبق گفته ائتلاف ضد داعش، عقب راندن داعش یکی از دلایل تشکیل نیروهای دموکراتیک سوریه بود. اما به گفته ترکیه، «بسیاری از اعضای نیروهای دموکراتیک سوریه سابقه عضویت در حزب کارگران کردستان را دارند و این گروه نقش عمده ای در تقسیم سوریه بازی می‌کند.»

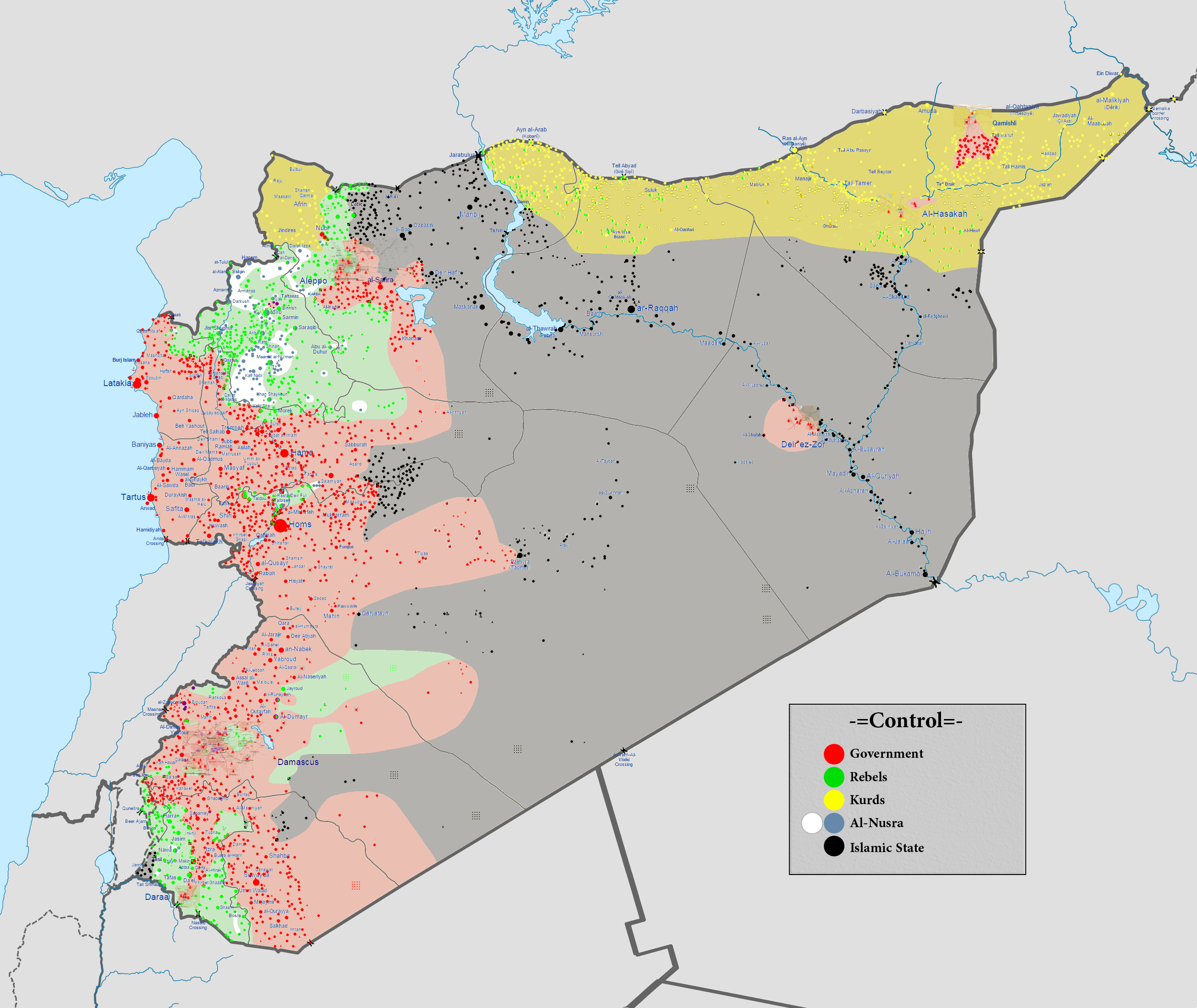
وضعیت جنگ داخلی سوریه در ۱ دسامبر ۲۰۱۵؛ داعش بر دو سوم خاک سوریه مسلط شد و مخالفان بشار اسد در شمال غرب سوریه استان ادلب را به‌طور کامل تحت کنترل خود درآوردند.

دسامبر ۲۰۱۵: در ۲۵ دسامبر زهران علوش رهبر گروه جیش الاسلام در حملهٔ هواییِ نیروی‌های روس به یکی از جبهات جنگ در منطقه غوطه شرقی دمشق کشته شد.

### سال ۲۰۱۶: شکست شورشیان در حلب، ورود ترکیه به خاک سوریه
ژوئن ۲۰۱۶: در ۲۶ ژوئن و پس از چهار ماه نبرد سختِ نیروهای داعش با مبارزان کرد که تحت حمایت هواپیماهای ائتلاف بین‌المللی به رهبری آمریکا بودند، سرانجام داعش از شهر کوبانی در مرز ترکیه و سوریه بیرون رانده شد.
ژوئیه ۲۰۱۶: در ۲۹ ژوئیه، اسلامگرایان جبهه النصره که شاخهٔ القاعده در سوریه محسوب می‌شوند نام خود را به جبهه فتح شام تغییر داده و از القاعده جدا شدند.
اوت ۲۰۱۶: در ۲۴ اوت، ترکیه، عملیات سپر فرات را در استان حلب علیه داعش و همچنین کردهای عضو یگان‌های مدافع خلق به اجرا گذاشت. کارشناسان سازمان ملل و سازمان منع سلاح‌های شیمیایی نیز مشترکاً اعلام کردند که ارتش سوریه از گاز کلر در سه حملهٔ جداگانه علیه مخالفان استفاده کرده‌است. بر اساس گزارش آنها نیروهای داعش نیز از گاز خردل استفاده کرده بودند.

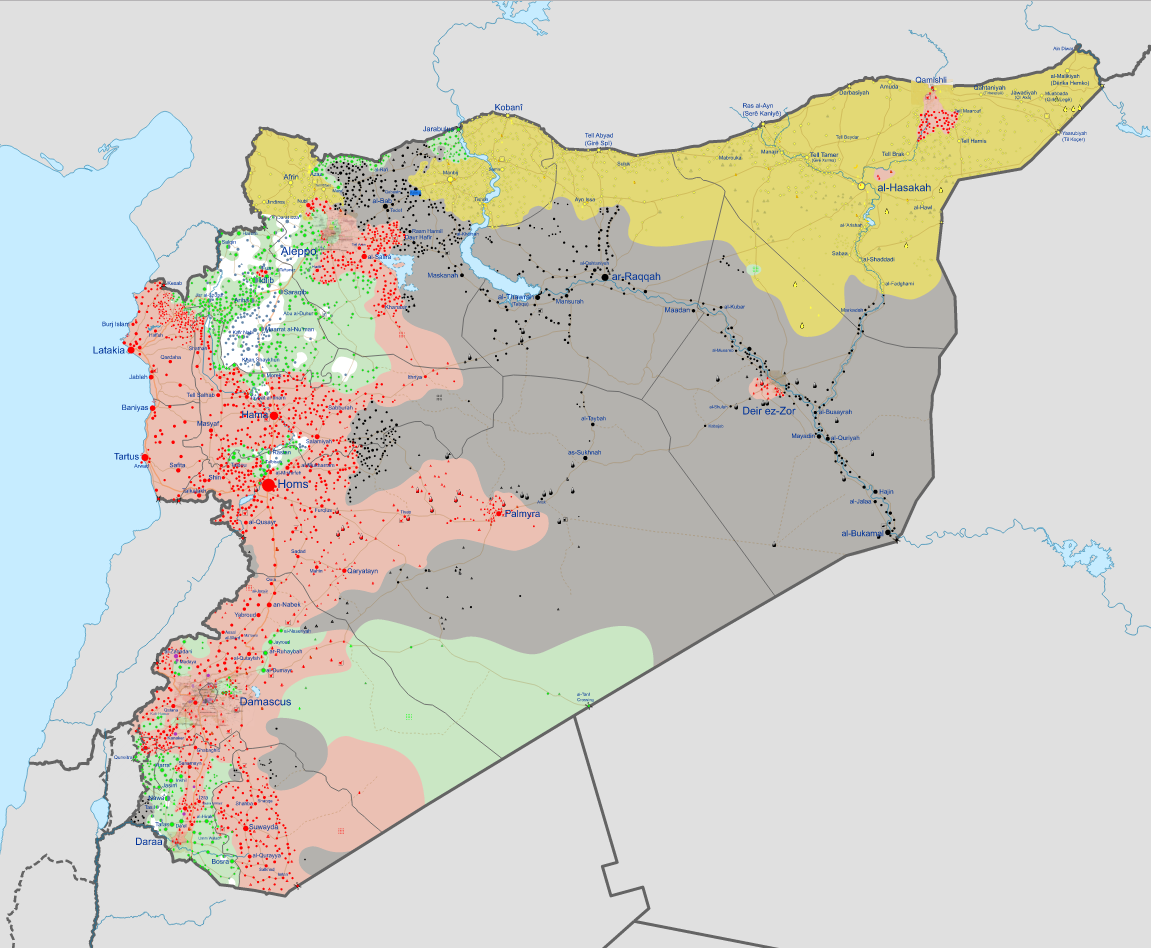
وضعیت جنگ داخلی سوریه در ۱ سپتامبر ۲۰۱۶؛ داعش در برخی مناطق تحت کنترل خود در رقه، حلب، حسکه، دیرالزور و حمص عقب‌نشینی کرد.

نوامبر ۲۰۱۶: نیروهای دموکراتیک سوریه تحت حمایت ائتلاف ضد داعش در ۶ نوامبر و در عملیات بازپس‌گیری رقه، پایتخت داعش در سوریه را آغاز کردند. همزمان با آن، عملیات آزادسازی موصل در عراق نیز انجام شد.
دسامبر ۲۰۱۶: در ۲۲ دسامبر، دولت بشار اسد سرانجام با حمایت دو متحد اصلی خود یعنی ایران و روسیه از بازپس‌گیری کامل حلب خبر داد. در ۳۰ دسامبر، بر اساس توافقی که با حمایت روسیه و ترکیه و در غیاب آمریکا منعقد شد، طرح آتش‌بس به اجرا گذاشته شد.

## سال ۲۰۱۷

### سال ۲۰۱۷: مذاکرات آستانه، تشکیل مناطق کاهش تنش، عقب‌نشینی داعش و قدرت گرفتن دولت بشار اسد
ژانویه ۲۰۱۷: در ۲۳ ژانویه و در مذاکرات بین‌المللی آستانه تحت حمایت ایران و ترکیه و روسیه، هیاتی از مخالفان دولت بشار اسد متشکل از ۱۲ نماینده، مذاکراتِ غیرمستقیم با هیاتی از نمایندگانِ بشار اسد را آغاز کردند. در پایان این مذاکرات دو روزه، بر سر ایجاد تشکلی با هدف اجرای قطعنامهٔ آتش‌بس شورای امنیت سازمان ملل توافق شد. در ۲۸ ژانویه، گروه‌های جبهه فتح شام، جنبش نورالدین زنکی، لواء الحق، جبهه انصار الدین و جیش السنه با یکدیگر متحد شده و هیئت تحریر شام را در شمال غرب سوریه تشکیل دادند.
۲۸ فوریه ۲۰۱۷: چین و روسیه در ۲۸ فوریه، قطعنامهٔ جدید شورای امنیت سازمان ملل برای تحریم دولت سوریه را در واکنش به استفاده از سلاح‌های شیمیایی وتو کردند.
مارس ۲۰۱۷: در ۲ مارس، ارتش سوریه شهر پالمیرا را به کمک روسیه تصرف کرد. در ۹ مارس، دونالد ترامپ به عنوان بخشی از تلاش برای بازپس‌گیری شهر رقه از نیروهای داعش، برنامه‌های نظامی برای تجهیز کردهای یگان‌های مدافع خلق (YPG) را تأیید کرد؛ این حرکت خشم ترکیه را در پی داشت. ۲۶ مارس، نیروهای دموکراتیک سوریه در پی نبرد سنگینی با داعش، کنترل پایگاه هوایی طبقه را به دست گرفتند.
آوریل ۲۰۱۷: در ۴ آوریل، دست‌کم ۵۸ نفر در پی استفاده از گاز اعصاب در شهر خان شیخون در استان ادلب جان باختند. به گفتهٔ شاهدان این حملات توسط هواپیماهای سوری یا روسی انجام شده‌است. مسکو و دمشق این اتهامات را رد کردند. در ۶ آوریل آمریکا با ۵۹ موشک مواضعی متعلق به دولت بشار اسد از جمله یک پایگاه هوایی را در مرکز سوریه هدف قرار داد. دونالد ترامپ، رئیس‌جمهوری آمریکا این کار را در راستای امنیت ملی آمریکا توجیه کرد.
مه ۲۰۱۷: در ۱۲ مه، ارتش سوریه پایگاه هوایی الجراح را از داعش پس گرفت.
ژوئیه ۲۰۱۷: دونالد ترامپ و ولادیمیر پوتین در ۷ ژوئیه، با برقراری آتش‌بس محدود در سه استان در جنوب غرب سوریه موافقت کردند. در ۲۳ ژوئیه و تنها یک روز پس از آنکه ارتش اعلام کرد که آتش‌بس در منطقه به اجرا گذاشته شده‌است، جنگنده‌های سوریه حومه‌های دمشق را بمباران کردند.
سپتامبر ۲۰۱۷: ارتش سوریه در ۵ سپتامبر اعلام کرد که توانسته‌است محاصره شهر دیرالزور در شرق این کشور را که از حدود سه سال پیش در کنترل نیروهای داعش است، بشکند و به سه کیلومتری شهر برسد.

وضعیت جنگ داخلی سوریه در اکتبر ۲۰۱۷؛ با عقب‌نشینی داعش، ارتش سوریه و نیروهای دموکراتیک سوریه مناطق مختلفی را به کنترل خود درآوردند.

اکتبر ۲۰۱۷: در ۱۷ اکتبر، نیروهای دمکراتیک سوریه با حمایت ائتلاف ضد داعش (به رهبری آمریکا) شهر رقه را از داعش بازپس گرفتند.
نوامبر ۲۰۱۷: در ۳ نوامبر، نیروهای دولتی سوریه شهر دیرالزور را به‌طور کامل از داعش بازپس گرفتند. در ۲۱ نوامبر، اعلام پایان خلافت داعش به ادعای قاسم سلیمانی و قدردانی از سید علی سیستانی (مرجع تقلید شیعه در عراق)، سید علی خامنه‌ای (رهبر جمهوری اسلامی ایران) و سید حسن نصرالله (دبیرکل حزب‌الله لبنان) از او رخ داد و همچنین گروه داعش، آمریکایی–اسرائیلی خوانده شد.

## سال ۲۰۱۸ و ۲۰۱۹

### سال ۲۰۱۸: درگیری‌های غوطه، حمله ترکیه به عفرین، نبرد جنوب سوریه
ژانویه ۲۰۱۸: در ۱۰ ژانویه، نیروهای دولتی سوریه پایگاه هوایی ابوظهور را از مخالفان بازپس گرفتند.

در ژانویه ۲۰۱۸، ارتش سوریه پایگاه هوایی ابوظهور و مناطقی از شرق ادلب را تحت کنترل خود درآورد.

۲۲ ژانویه، دیده‌بان حقوق بشر سوریه مستقر در لندن ۲۱ مورد خفگی در شهر دوما واقع در غوطهٔ شرقی را گزارش داد. مشاهدات ساکنان و منابع پزشکی از وقوع حمله‌ای دیگر این بار با گاز کلر خبر می‌داد. پیش از این در ۱۳ ژانویه نیز حمله مشابهی در حومهٔ دوما گزارش شده بود.
فوریه ۲۰۱۸: در ۲۴ فوریه و در پی تشدید بی‌سابقهٔ حملات نیروهای دولت مرکزی سوریه به منطقهٔ غوطهٔ شرقی، شورای امنیت سازمان ملل متحد به اتفاق آرا با تصویب قطعنامه‌ای خواستار برقراری فوری و بدون تأخیر آتش‌بسی ۳۰ روزه در سراسر سوریه، با هدف رساندن کمک‌های بشردوستانه به مناطق درگیری شد. با وجود تصویب این قطعنامه، نیروهای بشار اسد و متحدانش همچنان به حملات خود به مواضع شورشیان در منطقهٔ غوطه شرقی ادامه دادند. تنها طی یک ماه اخیر بیش از ۱۱۰۰ غیرنظامی در این منطقه کشته شده‌اند. بنا بر اعلام آنتونیو گوترش، دبیرکل سازمان ملل متحد حدود ۳۹۰ هزار نفر در غوطهٔ شرقی در «جهنمی روز زمین» به سر می‌برند.
تنها طی یکماه اخیر بیش از ۱۱۰۰ غیرنظامی در این منطقه کشته شده‌اند. بنا بر اعلام آنتونیو گوترش، دبیرکل سازمان ملل متحد حدود ۳۹۰ هزار نفر در غوطهٔ شرقی در جهنمی روز زمین به سر می‌برند.
مارس ۲۰۱۸: در ۱۸ مارس، شورشیان سوری تحت حمایت ترکیه کنترل شهر عفرین را به‌دست گرفتند. خبرگزاری دولتی ترکیه، آناتولی، از قول رجب طیب اردوغان رئیس‌جمهوری این کشور گزارش داد که ارتش آزاد سوریه وارد عفرین شده و کنترل مرکز شهر را کاملاً در دست گرفته‌است.
آوریل ۲۰۱۸: خبرگزاری اسپوتنیک به نقل از ژنرال یوری یفتوشنکو، رئیس مرکز روسی مصالحه طرفهای درگیری سوری، در ۱۲ آوریل، اعلام کرد که غوطه شرقی تحت کنترل کامل ارتش سوریه درآمد.
مه ۲۰۱۸: در ۲۸ مه، مخالفان بشار اسد با حمایت ترکیه و با قوایی ۳۵ هزار نفره ارتش ملی سوریه را تشکیل دادند.
ژوئیه ۲۰۱۸: ارتش سوریه در ۱۲ ژوئیه، شهر درعا در جنوب سوریه را از شورشیان پس گرفت.

ارتش سوریه مخالفان دولت و داعش را در درعا در جنوب سوریه شکست داد.

### سال ۲۰۱۹: شکست داعش، ادامه حملات داعش، خروج ایالات متحده از شمال سوریه، حمله ترکیه به شمال سوریه، بازگشت ارتش سوریه به مناطق کردنشین و کشته شدن ابوبکر بغدادی
ژانویه ۲۰۱۹: در ۱۰ ژانویه، تحریر الشام با بیرون راندن مخالفان اسد به خصوص گروه‌های تحت حمایت ترکیه از ادلب، کنترل استان ادلب را به دست گرفت.

وضعیت جنگ داخلی سوریه در ۳۰ ژانویه ۲۰۱۹؛ داعش کنترل اکثر مناطق سوریه را از دست داد و ارتش سوریه دو سوم خاک سوریه را پس گرفت. ادلب در شمال غرب سوریه به آخرین پایگاه تحت کنترل مخالفان تبدیل شد.

۹ فوریه ۲۰۱۹: نیروهای دموکراتیک سوریه، نبرد باغوز فوقانی را با کمک ائتلاف آمریکا علیه داعش به عنوان بخشی از عملیات دیرالزور آغاز کردند.
مارس ۲۰۱۹: نیروهای دموکراتیک سوریه آخرین نبرد خود را با واپسین گروه جهادیان داعش در ۱ مارس، در باغوز آغاز کردند. در ۲۳ مارس، نیروهای دموکراتیک سوریه پس از هفته‌ها نبرد با داعش در باغوز سرانجام اعلام کردند که آخرین منطقه تحت کنترل داعش را تصرف کردند و به این ترتیب داعش همه مناطق تحت کنترل خود در سوریه را از دست داد.
ژوئن ۲۰۱۹: در ۸ ژوئن، عبدالباسط ساروت، فوتبالیست و خواننده مشهور سوری که از سال‌ها پیش به صف مخالفان بشار اسد پیوسته بود و فرماندهی گروهی به نام جیش العزه را برعهده داشت، در جریان نبرد با نیروهای دولتی سوریه در جبهه استان حما کشته شد.
اوت ۲۰۱۹: در ۷ اوت، ایالات متحده آمریکا و ترکیه برای تشکیل منطقه امن در شمال سوریه به توافق رسیدند از مهم‌ترین دلایل ایجاد منطقه امن، دور کردن نیروهای دموکراتیک سوریه از مرز ترکیه و جلوگیری از حمله احتمالی ترکیه به شمال سوریه بود. در ۱۴ اوت و با ادامه پیشروی نیروهای دولتی، شهر خان شیخون در جنوب استان ادلب به محاصره نیروهای دولتی درآمد. در ۲۰ اوت، نیروهای مسلح عربی سوریه کنترل کامل شهر خان شیخون را به دست گرفتند.
اکتبر ۲۰۱۹: در ۹ اکتبر، ترکیه و شورشیان سوری تحت حمایت آن، برای مقابله با کردهای عضو یگان‌های مدافع خلق، عملیاتی تحت عنوان چشمه صلح را در شمال و شمال شرقی سوریه آغاز کردند. تا اواسط اکتبر ۲۰۱۹، شهرهای تل ابیض و رأس‌العین به کنترل ترکیه و متحدانش درآمد.

پس از اینکه نیروهای آمریکایی عقب‌نشینی کردند، ترکیه حمله جدیدی به شمال سوریه را در اکتبر ۲۰۱۹ آغاز کرد. در نتیجه ارتش سوریه، به دعوت نیروهای دموکراتیک سوریه وارد مناطقی از شرق فرات شد.

در ۱۴ اکتبر، آمریکا ارتش خود را از شمال سوریه خارج کرد. ارتش سوریه و روسیه به درخواست نیروهای دموکراتیک سوریه و برای جلوگیری از پیشروی ترکیه در ۱۵ اکتبر، وارد مناطق شرق فرات شدند از جمله رقه، الثوره، عین عیسی، تل تمر، پایگاه هوایی طبقه، کوبانی و منبج. در ۲۶ اکتبر ابوبکر بغدادی رهبر داعش در عملیات نیروهای آمریکایی در روستای باریشا در استان ادلب کشته شد.
نوامبر ۲۰۱۹: در ۲۰ نوامبر، کمیته جدید قانون اساسی سوریه به منظور بحث و گفتگو و پایان دادن به جنگ داخلی سوریه و تهیه پیش نویس قانون اساسی جدید برای سوریه، فعالیت خود را آغاز کرد.

## سال ۲۰۲۰ (رویارویی مستقیم ترکیه و سوریه در ادلب، بحران اقتصادی سوریه)

### ۲۰۲۰: تشدید تظاهرات، حملات راکتی متوالی به پایگاه‌های آمریکا، عقب‌نشینی ترکیه
ژانویه ۲۰۲۰: در ۲۹ ژانویه، نیروهای مسلح عربی سوریه با حمایت روسیه کنترل شهر معره نعمان در استان ادلب را به‌دست گرفتند.

حمله ارتش سوریه به ادلب و حلب که از دسامبر سال ۲۰۱۹ آغاز شد.

فوریه ۲۰۲۰: در ۶ فوریه، شهر استراتژیک سراقب، با پشتیبانی هوایی روسیه به کنترل نیروهای دولتی درآمد. همچنین ارتش سوریه موفق به تصرف ۱۳۹ منطقه در شمال غرب سوریه شد.
در ۱۱ فوریه ارتش سوریه کنترل کامل بزرگراه استراتژیک حلب-دمشق (بزرگراه M5) را در دست گرفت. بزرگراه M5، جنوب سوریه را با گذر از دمشق به شهر حلب در شمال این کشور متصل می‌کند و از آن به عنوان یکی از شاهراه‌های اقتصادی سوریه نام برده می‌شود. در ۲۷ فوریه شورشیان سوری، مجدداً کنترل شهر سراقب را به دست گرفتند.
در ۲۸ فوریه و در جریان پیشروی نیروهای ارتش سوریه، ۳۳ تن از سربازان ارتش ترکیه در ادلب کشته شدند. اما ترکیه در ۳ مارس ۲۰۲۰ اعلام کرد که به نیروهای دولتی سوریه حمله کرده و ده‌ها نفر از سربازان سوریه را کشته‌است.
مارس ۲۰۲۰: در ۱ مارس سراقب بار دیگر تحت کنترل ارتش سوریه قرار گرفت. در ۵ مارس، روسیه و ترکیه بر سر آتش‌بس در ادلب توافق کردند.
آوریل ۲۰۲۰: در جریان یک بمب‌گذاری در عفرین در ۲۸ آوریل ۲۰۲۰، ۴۰ نفر از جمله ۱۱ کودک کشته شدند. اگرچه هیچ گروهی مسئولیت حمله را برعهده نگرفت اما ترکیه، یگان‌های مدافع خلق (YPG) را مسئول این حمله دانست. براساس گزارش دیدبان حقوق بشر سوریه، حداقل شش تن از مبارزان سوری تحت حمایت ترکیه در این انفجار کشته شده‌اند.
ژوئن ۲۰۲۰: در ۱۰ ژوئن، صدها معترض در شهر دروزی‌نشین سویدا برای چهارمین روز متوالی در برابر بحران اقتصادی سوریه دست به تظاهرات زدند، چرا که دلار آمریکا هفت روز قبل از آن، به ۳۰۰۰ پوند سوریه رسیده بود. در ۱۱ ژوئن و به دنبال اعتراضات ضددولتی و بدتر شدن اوضاع اقتصادی، بشار اسد، رئیس‌جمهور سوریه، عماد خمیس، نخست‌وزیر سوریه را برکنار کرد. به گفته تحلیلگران، کاهش ارزش لیره سوریه و افزایش چشمگیر تحریم‌ها، تهدیدات جدیدی برای بقای دولت اسد به‌وجود آورده بود.

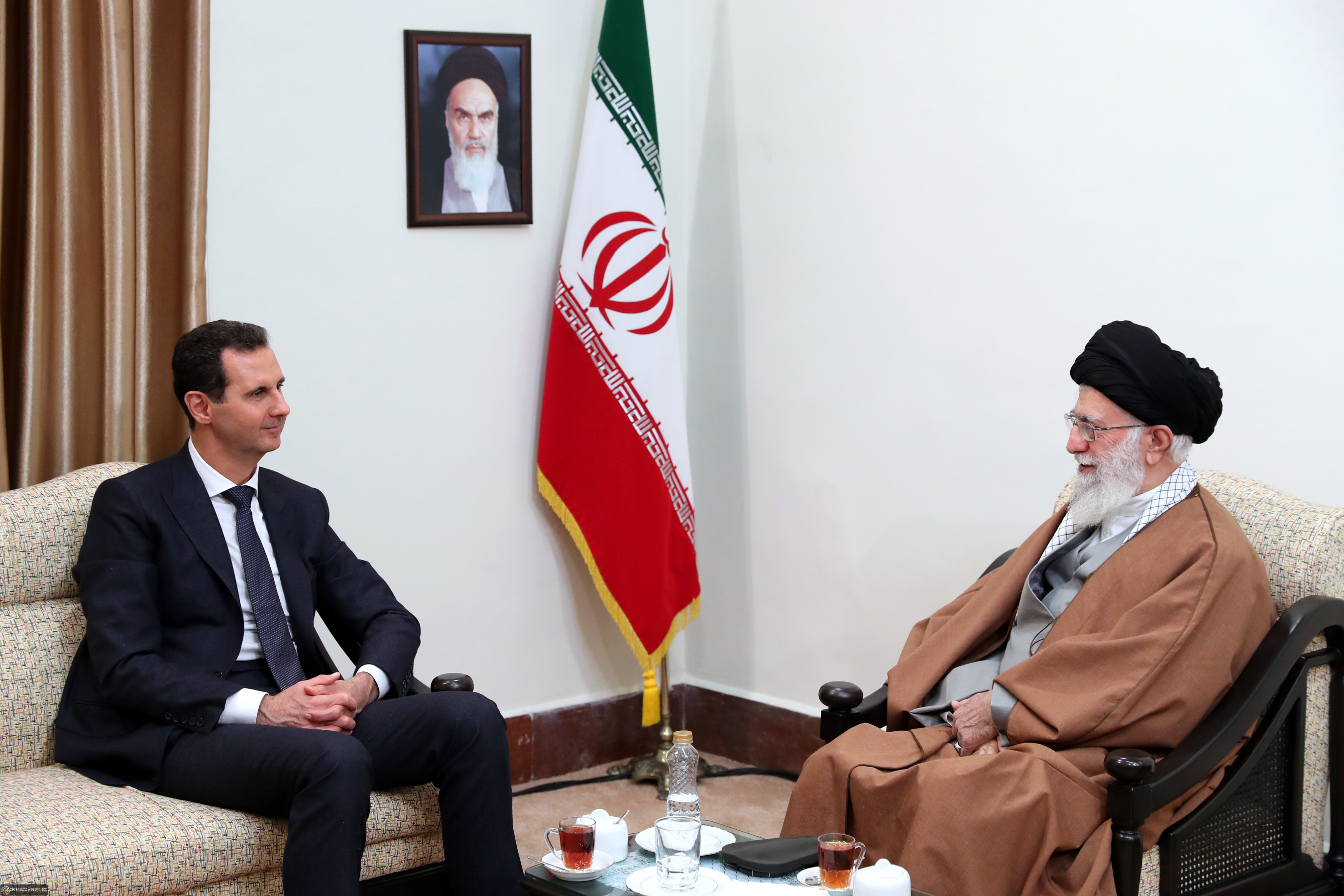
دیدار سید علی خامنه‌ای و بشار اسد

در ۱۷ ژوئن آمریکا از اجرایی شدن قانون سزار خبر داد که به موجب آن، تمام دولت‌ها، گروه‌ها، شرکت‌ها و افرادی که مستقیم و غیر مستقیم به دولت سوریه کمک مالی یا نظامی یا در چهار بخش نفت، گاز طبیعی، هواپیماهای نظامی، ساخت و ساز و مهندسی فعالیت کنند را تحریم می‌کند.
اوت ۲۰۲۰: در ۱ اوت، شرکت دلتا کرسنت انرژی آمریکا با نیروهای دموکراتیک سوریه (SDF) قرارداد نفتی امضا کرد. ترکیه، سوریه، ایران و روسیه این قرارداد را محکوم کرده و آن را نقض حقوق بین‌الملل، یکپارچگی، وحدت و حاکمیت سوریه خواندند.

## ۲۰۲۱ و ۲۰۲۲
مه ۲۰۲۱: در ۲۷ مه، طبق نتایج نهایی و رسمی، بشار اسد پیروز انتخابات ریاست جمهوری ۲۰۲۱ سوریه که توسط خودش برگزار شده بود شد. وی توانست با کسب ۹۵٫۱ درصد آرا برای چهارمین بار این منصب را عهده‌دار شود.
در ۳۰ دسامبر، وقوع حملات راکتی شدید به پایگاه نیروهای آمریکایی در نزدیکی میدان نفتی العمر واقع در حومه شرقی دیرالزور و به دنبال آن پرواز جنگنده‌ها و هواپیماهای شناسایی آمریکایی بر فراز منطقه؛ تمامی راه‌های منتهی به این پایگاه توسط شبه نظامیان مورد حمایت آمریکا بسته شدند. همچنان هیچ گروهی مسئولیت این حمله را برعهده نگرفت.
طبق اعلام دیدبان حقوق بشر سوریه تنها طی سال ۲۰۲۲، حدود ۳۸۲۵ نفر کشته شدند که ۱۶۲۷ تن از آنها غیرنظامی بودند. از جمله غیرنظامیان ۳۲۱ کودک هستند. تنها حدود ۲۰۹ غیرنظامی به دلیل انفجار مین زمینی کشته شدند.

## ۲۰۲۴
- ۲۷ نوامبر: آغاز حملات ۲۰۲۴ اپوزیسیون سوریه
- ۲۸ نوامبر: حمله هیئت تحریر شام به حلب و آغاز نبرد حلب
- ۲۹ نوامبر: پیشروی تحریر الشام به سوی حلب و فرار تعدادی از نظامیان ارتش سوریه از خدمت
- ۳۰ نوامبر : شروع درگیری در حماه با فاصله ۱۴۰ کیلومتری از حلب
- ۳۰ نوامبر شب: سقوط حلب
- ۵ دسامبر: ارتش سوریه از حماة عقب نشینی کرد و شهر به دست تحریر الشام افتاد.
- ۵ و ۶ دسامبر: پیشروی تحریر الشام به سوی حمص
- ۷ دسامبر شب: عقب نشینی ارتش سوریه و سقوط حمص
- ۸ دسامبر: 
  - سقوط دمشق و سقوط رژیم اسد
  - حمله اسرائیل به سوریه (۲۰۲۴–اکنون)
- درگیری ارتش ملی تحت حمایت ترکیه و نیرو سوریه دموکراتیک در اطراف سد تشرین
- حملات پهبادی ترکیه علیه نیروهای سوریه دموکراتیک

## ۲۰۲۵
- شورش علویان سوریه در لاذقیه و طرطوس